# Гиноид
Гиноид (от др.-греч. γυνή — «женщина» и εἶδος — «вид», «внешность», «образ») или фембот (fem + bot, из англ. female от лат. femina — «девушка, молодая женщина» и чеш. robot) — разновидность андроида, имеющая женскую внешность, часто подчёркнуто женскую. В отличие от английского языка, в русском языке это слово мало распространено и используется лишь для подчёркивания женской внешности робота (или киборга).

## Этимология
Термин «гиноид» был предложен британской писательницей-фантасткой и феминисткой Гвинет Джонс для обозначения человекоподобных роботов-женщин. Джонс не устраивал термин «андроид», так как он образован от др.-греч. ἀνήρ, означающего «человек, мужчина». Существуют также синонимы «фембот» (англ. female robot), можно также иногда встретить слова «женоробот», «женобот» и «роботесса».
Термин «фембот» состоит из фем и бот, где fem происходит из англ. female — «женский» от лат. femina — «девушка, молодая женщина», а «бот» — общепринятое сокращение от чеш. robot. Широкую популярность слово и понятие «fembot» (фембот) обрело в конце 1970-х годов благодаря нескольким фильмам американского фантастического телесериала: трилогия «Kill Oscar», 1976 год, и «Fembots in Las Vegas», 1977 год. Также термин известен по ряду американских фильмов и мультфильмов.

## Гиноиды как сексуальные объекты
Гиноидов порой рассматривают как сексуальные объекты. Робот-женщина с подачи Стивена Хеллера получил в средствах массовой информации характеристику «наиболее заметного взаимодействия технологии и пола».
Образ женских роботов как машин для секса использовался в художественных произведениях. Активистка феминизма Патрисия Мельцер в Alien Constructions: Science Fiction and Feminist Thought («Чужеродные конструкции: Научная фантастика и феминистская мысль»), пишет, что гиноиды в произведении Ричарда Кольдера Dead Girls неразрывно связаны с мужским вожделением и, главным образом, предназначаются в качестве сексуальных объектов, будучи бесполезны в ином качестве. Гиноид-убийца Ева из фильма «Канун разрушений» представлена натуралистически-сексуальной. В фильме The Perfect Woman робот Ольга описывается как не «имеющая пола», но Стив Чинбол в своём эссе «Другие женщины» в British Science Fiction Cinema указывает, что по соблазнительному нижнему белью Ольги видно, что она изначально произведена как игрушка для мужчин, в качестве «послушной сексуальной машины». Гиноидом является робот Ава — одна из главных героев английского фильма «Из машины».
Секс с гиноидами сравнивался с некрофилией; сексуальный интерес к роботам-женщинам любителей садомазохизма объясняется отсутствием социального риска в подобных связях. Эротические фантазии на тему отношений с гиноидами воплощаются в рисунках, размещаемых в галереях на веб-сайтах. Любители подобной продукции собираются в онлайн-сообщества, встречаются в чатах.
В 1983 году грудастый робот-женщина по имени Sweetheart («Возлюбленная») был выведен из показа в колледже Беркли после поданного ходатайства, в котором было заявлено, что этот показ оскорбителен для женщин. Создатель робота, Клейтон Бейли, профессор искусств в Университете штата Калифорния, прокомментировал это как цензуру, «близкую к сожжению книг».
Британская компания Sex Objects Ltd была первой, выпустившей фемботов в качестве сексуальных устройств, отличавшихся, однако, грубой конструкцией. Роботесса получила имя 36C по объёму её груди, имела 16-битный микропроцессор и синтезатор речи, который позволял давать ответы на простые вопросы и нажатия кнопок.
Некоторые гиноиды, например Aiko, имеют чувствительные датчики в груди и гениталиях для адекватной сексуальной реакции на раздражение.

## Примеры гиноидов
- Проект Айко, попытки производства максимально реалистичной женщины-робота. Гиноид говорит на японском и английском языках и продаётся производителем по цене 13000 евро[18].
- EveR-1[19]
- Актроид, разработанный Хироси Исигуро, «идеальная секретарша, которая улыбается и трепещет ресницами»[20]
- HRP-4C[21]
- Meinü robot[22][23]